# Катастрофа A330 в Тулузе
Катастрофа А330 в Тулузе — авиационная катастрофа, произошедшая 30 июня 1994 года. Авиалайнер Airbus A330-321 компании «Airbus Industrie» (принадлежал Thai Airways International) выполнял тестовый полёт (рейс BGA129, позывной Whiskey Whiskey Kilo Hotel) для проверок его характеристик в случае отказа двигателей после взлёта, но вскоре после второго взлёта вошёл в глубокие крен и пикирование и рухнул на землю. Погибли все находившиеся на борту 7 человек — 4 пассажира и 3 пилота.
Катастрофа рейса 129 стала первой катастрофой в истории самолёта Airbus A330 и до 2009 года была единственным происшествием в истории этого же самолёта с погибшими на борту (до катастрофы A330 в Атлантике, 228 погибших).

## Самолёт
Airbus A330-321 (регистрационный номер F-WWKH, серийный 042) был выпущен в 1993 году (первый полёт совершил 14 октября). Оснащён двумя турбовентиляторными двигателями Pratt & Whitney PW4164. На день катастрофы 259-дневный авиалайнер налетал 360 часов. Принадлежал авиакомпании Thai Airways International (в ней он уже был зарегистрирован под б/н HS-TEA) и с согласия авиакомпании-владельца проходил лётные испытания в «Airbus Industrie», которая уже задолжала Thai Airways International другой самолёт — 7 декабря 1993 года он был повреждён во время лётных испытаний и находился на ремонте.

## Экипаж и пассажиры
Экипаж рейса BGA129 состоял из трёх пилотов:
- Командир воздушного судна (КВС) — 51-летний Николас Уорнер (англ. Nicholas Warner). Опытный пилот, главный лётчик-испытатель компании «Airbus Industrie». Налетал 7713 часов, 345 из них на Airbus A330.
- Второй пилот — 53-летний Мишель Ке (фр. Michel Cais). Опытный пилот, КВС-инструктор авиакомпании Air Inter. Налетал 9558 часов, 137 из них на Airbus A330.
- Бортинженер-испытатель — 50-летний Жан-Пьер Пети (фр. Jean-Pierre Petit). Налетал 6225 часов.

На борту самолёта находились 4 пассажира:
- Альберто Нассетти (итал. Alberto Nassetti), 29 лет. Пилот авиакомпании Alitalia. Проработал в ней 4 года (с 1989 года), управлял самолётами McDonnell Douglas DC-9 и McDonnell Douglas MD-80.
- Пьер Паоло Раккетти (итал. Pier Paolo Racchetti), 29 лет. Пилот авиакомпании Alitalia. Проходил службу в ВВС Италии. В авиакомпании Alitalia проработал 7 лет (с 1986 года), управлял самолётом ATR 42.
- Филипп Турну (фр. Philippe Tournoux), руководитель компании «Airbus Industrie».
- Кит Халс (англ. Keith Hulse), руководитель компании «Airbus Industrie».

| Гражданство    | Пассажиры | Экипаж | Всего |
| -------------- | --------- | ------ | ----- |
| Великобритания | 1         | 1      | 2     |
| Франция        | 1         | 2      | 3     |
| Италия         | 2         | 0      | 2     |
| Всего          | 4         | 3      | 7     |

Руководство «Airbus Industrie» было заинтересовано в продвижении Airbus A330 среди потенциальных клиентов и не сочло этот тестовый полёт опасным, поэтому они пригласили на самолёт четырёх пассажиров — двух руководителей «Airbus Industrie» и двух пилотов Alitalia, которые находились в Тулузе для участия в коммерческой программе обучения в штаб-квартире компании «Airbus».

## Цель тестового полёта
Цель полёта состояла в том, чтобы проверить характеристики Airbus A330 в условиях отказа двигателей после взлёта — пилоты в этот момент выполняли снижение мощности одного из двигателей до холостого хода и частичное отключение гидравлической системы. Этот полёт выполнялся в конфигурации с центром тяжести самолета вблизи его хвостовой части, что достигается за счёт перевозки определённого количества воды в находящихся там баллонах.

## Хронология событий
Около 17:00 CET рейс BGA129 приземлился на взлётную полосу №15L аэропорта Тулузы после первого успешно пройденного теста — КВС выполнил две имитации ухода на второй круг с отказом двигателя, который в общей сложности занял 55 минут. Второй взлёт производился со смещённым центром тяжести в хвостовой части самолёта. Самолётом на этот раз управлял второй пилот, а действия по снижению мощности двигателя, отключению гидравлической системы и включению автопилота выполнял командир. Рейс 129 был развёрнут на 180°, чтобы выполнить взлёт с ВПП №33R.
Взлёт был выполнен успешно около 17:40 и КВС отключил один из двигателей и гидравлическую систему; при этом ему потребовалось три попытки, чтобы включить автопилот, после чего лайнер начал подъём на высоту 600 метров. В процессе набора высоты второй пилот слишком сильно задрал нос самолёта вверх и его скорость снизилась до 190 км/ч, что ниже необходимой скорости для сохранения управления (218 км/ч). Рейс 129 начал крениться влево и КВС уменьшил мощность работающего двигателя, чтобы компенсировать асимметрию тяги, но это ещё сильнее снизило скорость, и лайнер накренился на 15° влево. Вскоре крен влево увеличился до 32°, рейс BGA129 вошёл в неуправляемое пикирование и в 17:41 CET врезался в землю. От удара о землю лайнер полностью разрушился, все 7 человек на его борту погибли.

## Расследование
Расследование причин катастрофы рейса BGA129 проводила Генеральная дирекция по вооружению (DGA) при участии Агентства по технологиям правительства Франции, которое также занималось расследованием происшествий во время тестовых полётов.
Окончательный отчёт расследования был опубликован 28 июля 1994 года (всего через 28 дней после катастрофы). Согласно отчёту, причинами катастрофы рейса BGA129 стали:
- усталость КВС — в день катастрофы он выполнял демонстрационный полёт на Airbus A321, вёл наблюдение за несколькими полётами на авиасимуляторе и провёл две встречи;
- отсутствие предполётного инструктажа по причине плотного рабочего графика КВС;
- возможное самодовольство экипажа после первого успешного полёта;
- выбор пилотами максимального режима TOGA вместо более низкого режима Flex 49. Это решение увеличило асимметрию тяги двигателей во время отключения одного из них;
- выбор угла атаки при подъеме носа в 2,2°, что (хотя и в допустимых пределах) было неуместно для полёта со смещённым центром тяжести в хвостовую часть лайнера;
- чрезмерная уверенность экипажа в ожидаемой реакции самолёта;
- замедленная реакция бортинженера-испытателя на изменения параметров полёта, в том числе на изменение скорости;
- замедленная реакция командира на появление нештатной ситуации;
- потеря экипажем пространственной ориентации после резкого появления крена влево.

## Бортовые номера разбившегося самолёта
После катастрофы оба бортовых номера разбившегося рейса BGA129 (F-WWKH и HS-TEA) были отданы трём другим самолётам модели Airbus A330 — два из них эксплуатируются по сей день, а третий был списан в 2019 году и переделан в кафе.